# Mandelieu-la-Napoule
Mandelieu-la-Napoule – miejscowość i gmina we Francji, w regionie Prowansja-Alpy-Lazurowe Wybrzeże, w departamencie Alpy Nadmorskie.
Według danych na rok 1990 gminę zamieszkiwały 16 493 osoby, a gęstość zaludnienia wynosiła 526 osób/km² (wśród 963 gmin regionu Prowansja-Alpy-W. Lazurowe Mandelieu-la-Napoule plasuje się na 40. miejscu pod względem liczby ludności, natomiast pod względem powierzchni na miejscu 319.).

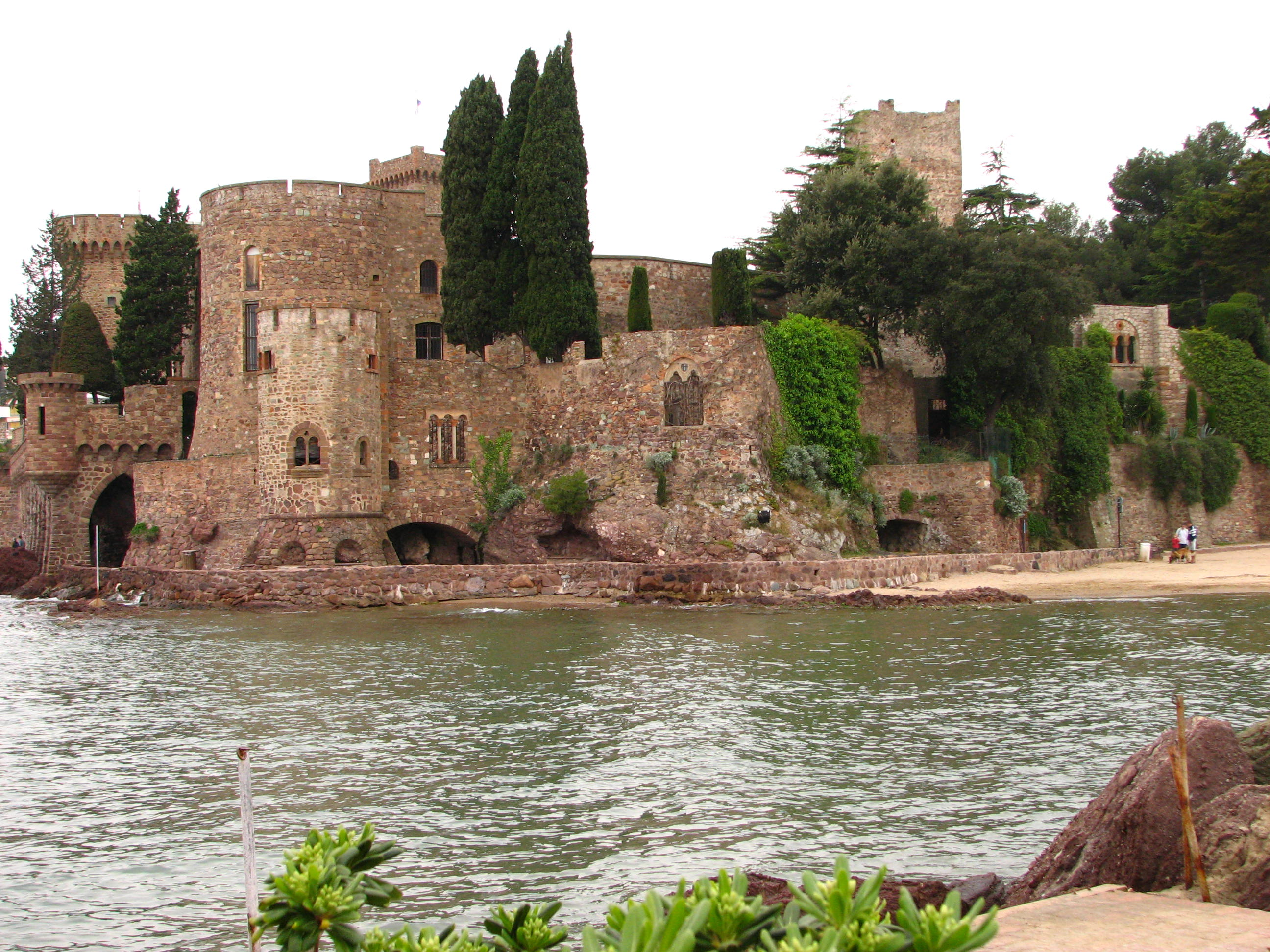
Zamek przy plaży
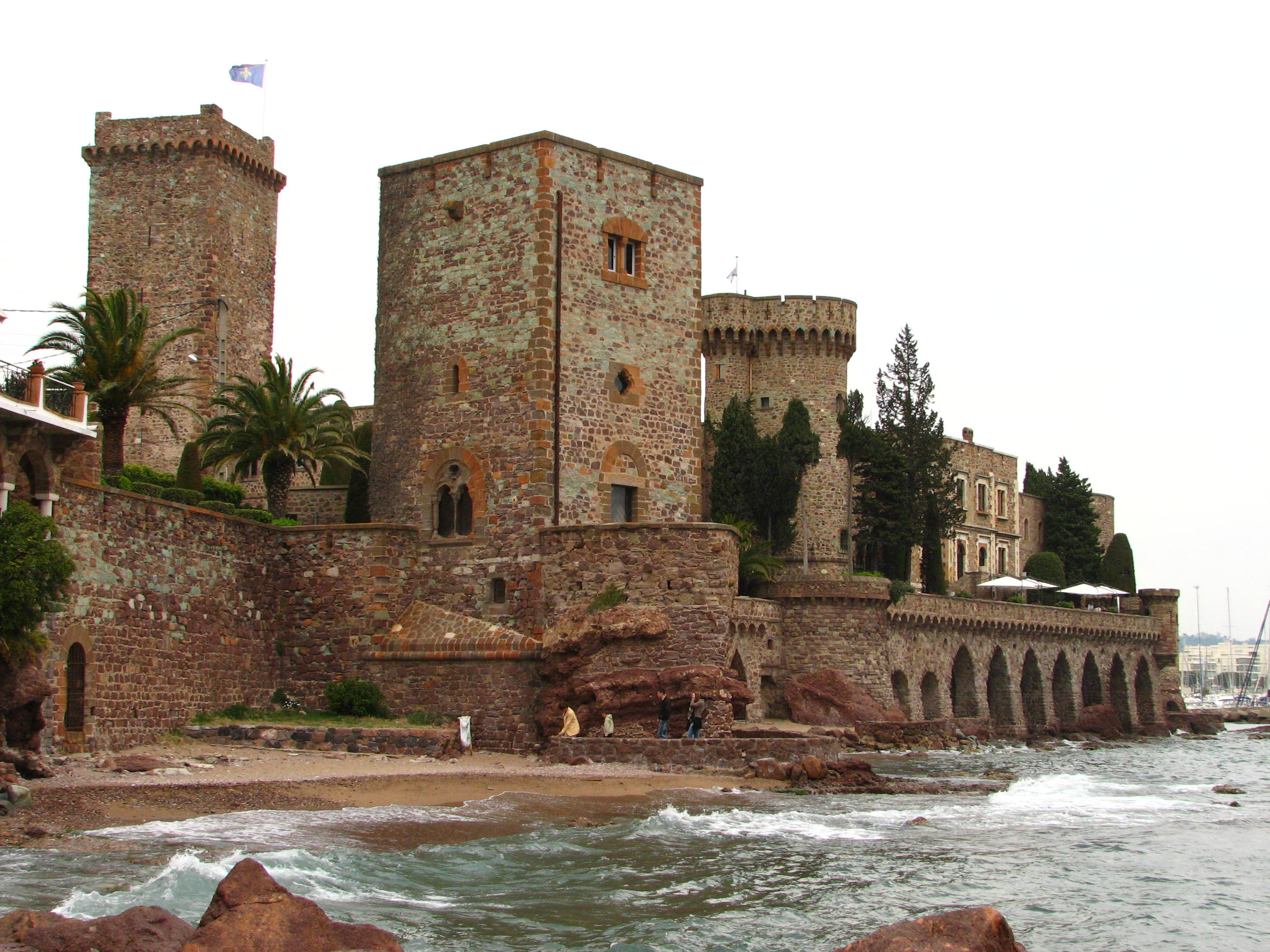
Zamek
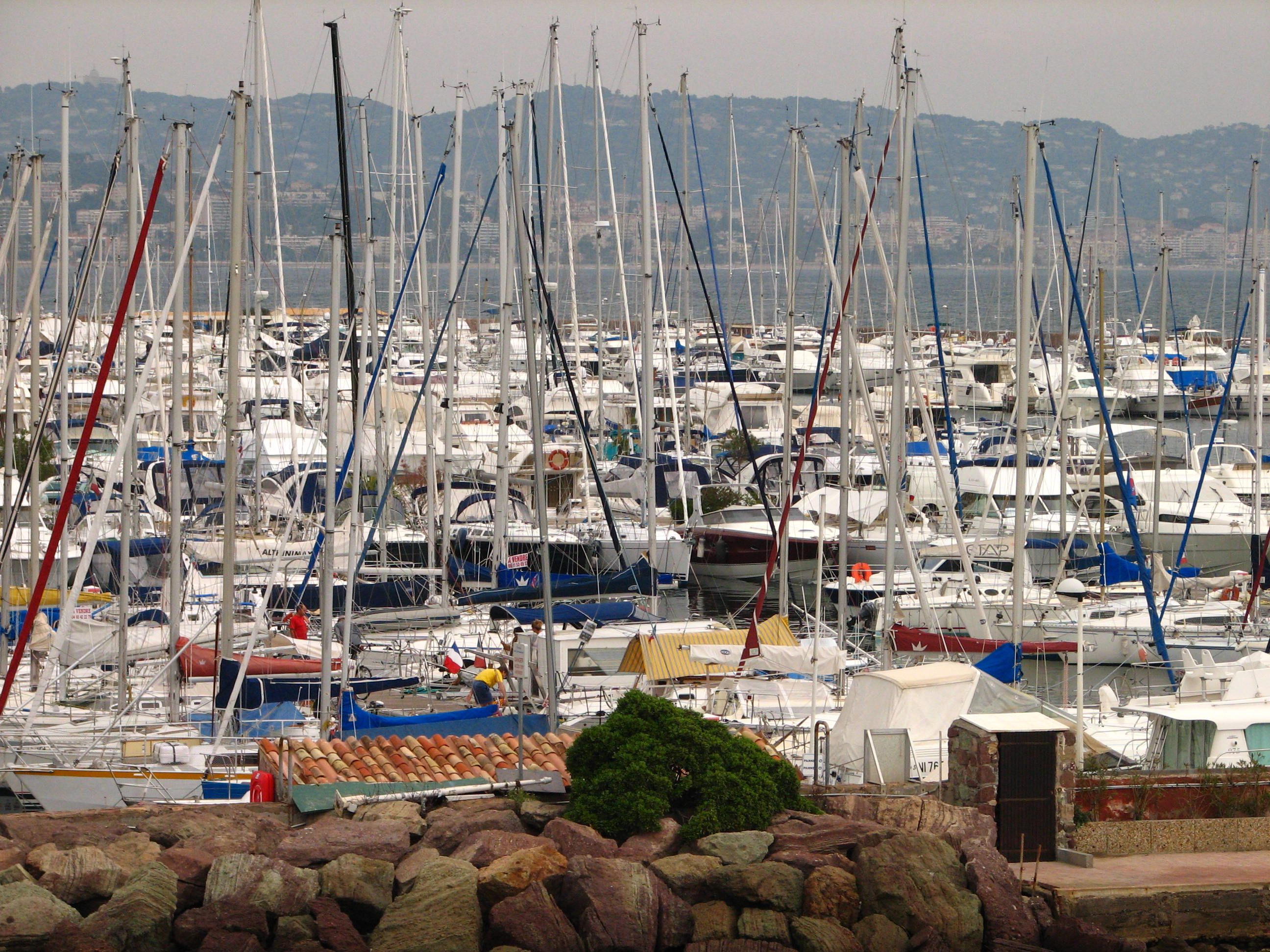
Port jachtowy

## Współpraca
- Crans-Montana, Szwajcaria
- Imperia, Włochy
- Ottobrunn, Niemcy